# Amuse-gueule

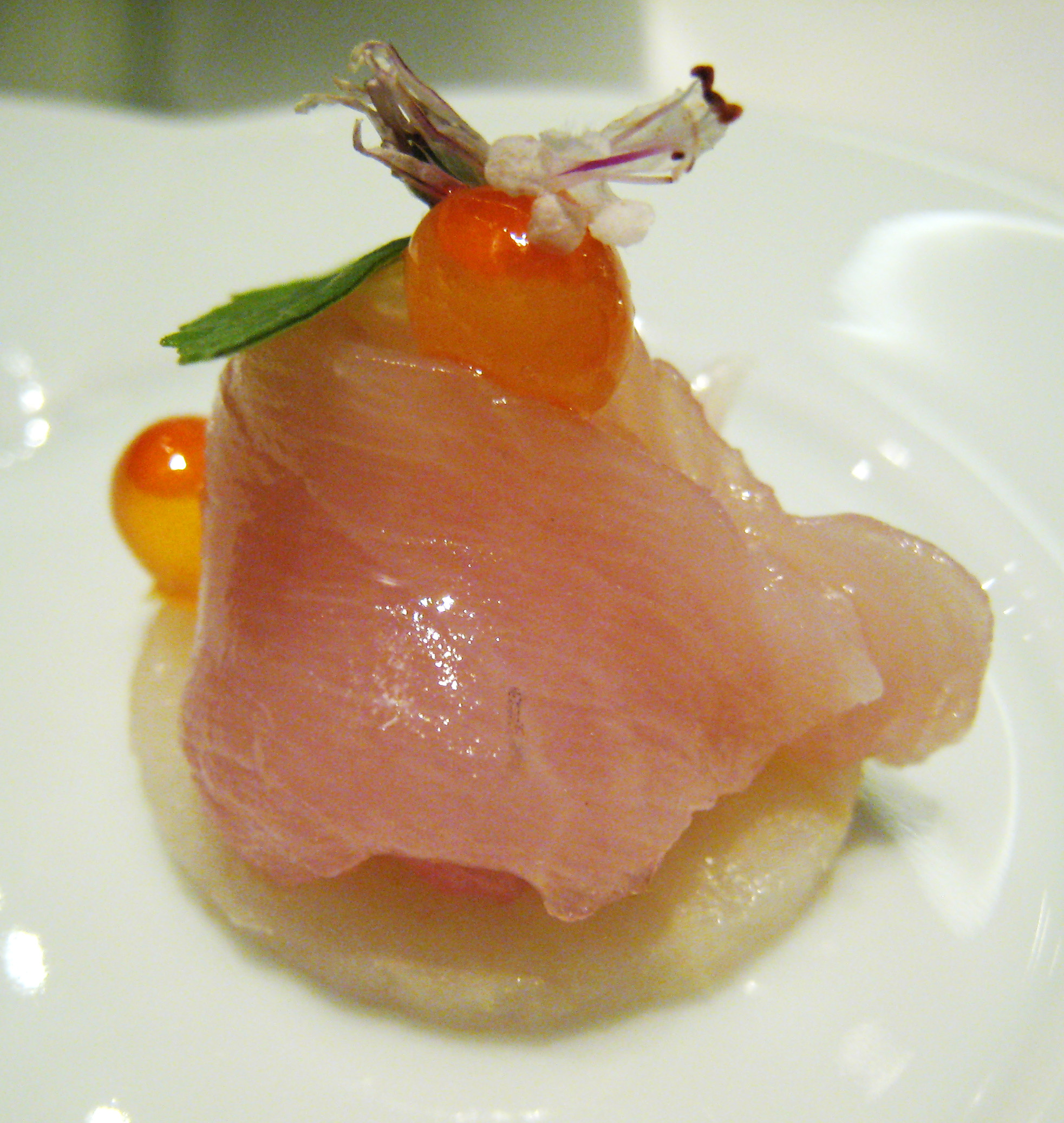
Un amuse-bouche de influencia japonesa: hamachi, huevas de salmón, albahaca y flor de albahaca.

En gastronomía francesa, un amuse-gueule (/aˌmyzˈɡœl/) o amuse-bouche (/aˌmyzˈbuʃ/) es un aperitivo, tentempié, entrante o entremés (hors d'oeuvre) de pequeño tamaño, para poder ser comido de un solo bocado. Se trata de un término originado en el contexto de la alta cocina. Los amuse-bouches se diferencian de los aperitivos en que no son ordenados de un menú por los clientes, sino que se sirven gratis y solo según la selección del chef. Estos se sirven tanto para preparar al consumidor para la comida (entrante) o solo (tapa), para ofrecer una idea del estilo culinario del chef.

## Terminología

### Amuse-bouche
Amuse-bouche literalmente significa «divierte-bocas». La forma plural puede ser amuse-bouche o amuse-bouches. Esta forma es más usada en los países anglófonos (Reino Unido, EE. UU., Canadá...) a donde se exportó el concepto mediante la adopción de la alta cocina (haute cuisine) francesa.

### Amuse-gueule
Gueule hace referencia a la boca en un sentido amplio, es decir «hocico». En Francia, amuse-gueule se usa tradicionalmente en la conversación y la escritura literaria, mientras que amuse-bouche ni siquiera aparece en la mayoría de los diccionarios, ya que se trata una hipercorrección eufemística que apareció en los años 80 en los menús de restaurantes y casi se usa sólo en este contexto.)

## En restauración

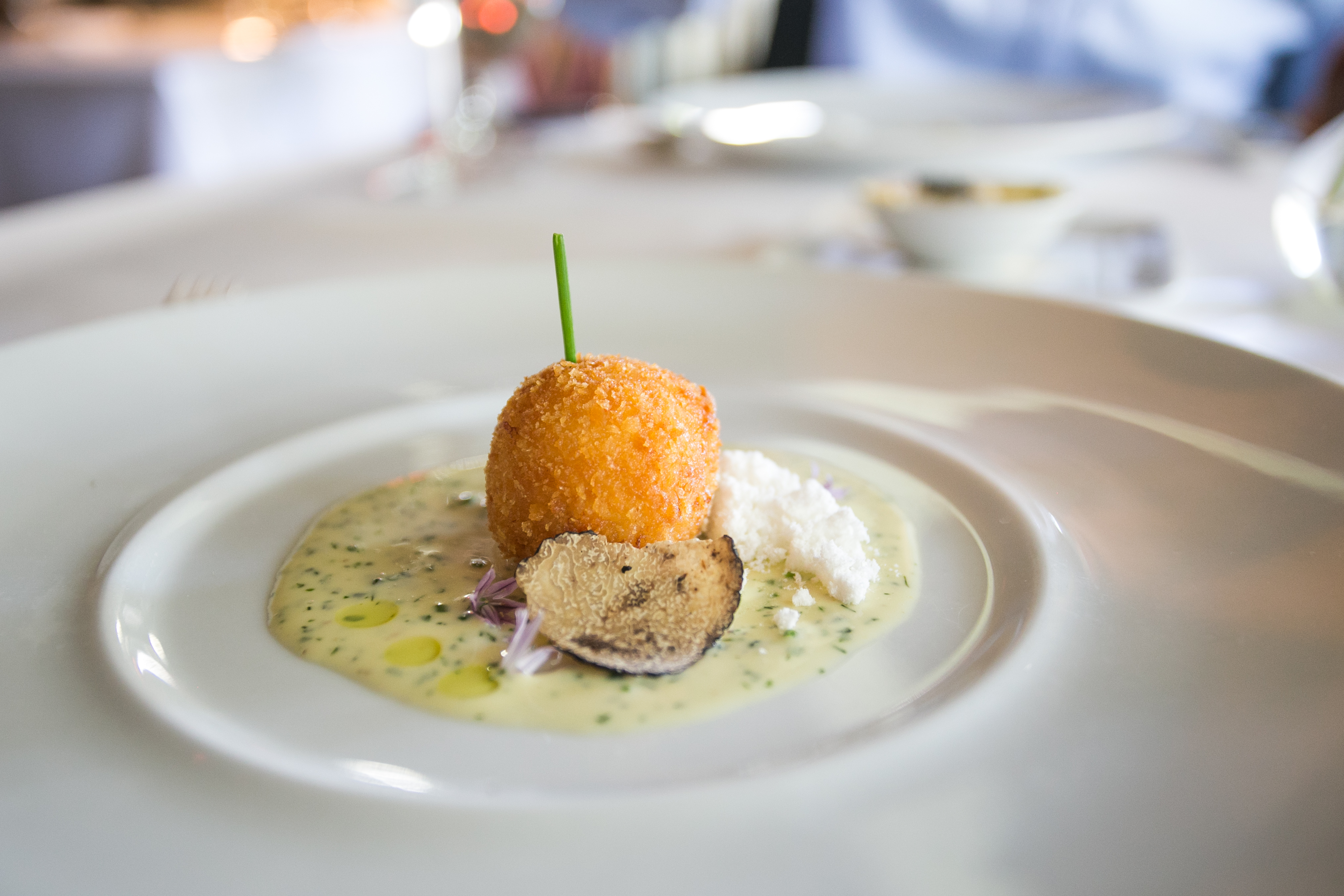
Amuse-bouche servido en un restaurante francés.

El amuse-bouche surgió durante el movimiento culinario de la nouvelle cuisine, que enfatizó platos más pequeños y de sabores más intensos. Se diferencia de otros entremeses en que es más pequeño, generalmente de un solo (o dos) bocado(s), y preseleccionado por el chef y ofrecido gratuitamente a todos los presentes en la mesa.
La función del amuse-bouche podría ser desempeñada por ofrendas bastante simples, como un plato de aceitunas o tapenada. Sin embargo, a menudo se convierte en una manifestación del arte culinaro del chef, intensificado por la competencia entre restaurantes. Según Jean-Georges Vongerichten, un famoso chef de Nueva York con varios restaurantes en todo el mundo, «el amuse-bouche es la mejor manera para que un gran chef exprese sus grandes ideas en pequeños bocados».
En algún punto, el amuse-bouche se transformó de un inesperado obsequio a una categoría de rigor para los restaurantes con estrellas de la Guía Michelin y para aquellos que aspiraban a esa categoría (en 1999, The New York Times proporcionó una explicación entre paréntesis del plato). Esto a su vez creó un conjunto de desafíos logísticos para los restaurantes: los amuse-bouche debían prepararse en cantidades suficientes para servir a todos los invitados, generalmente justo después de que se toma la comanda o entre el primer plato y el plato fuerte. Esto a menudo requiere una estación de cocina separada dedicada exclusivamente a producir amuse-bouches rápidamente, así como una gran y variada colección de vajilla especializada para servir este platillo (la loza pequeña, como tazas demitasse o las cucharas tiáogēng chinas son opciones populares).